# Love Battlefield

Love Battlefield est un film hongkongais réalisé par Soi Cheang, sorti le 3 juin 2004.

## Synopsis
Yiu et Ching forment un couple moderne et visiblement heureux. Néanmoins, le jour où, à la suite du vol de sa voiture, Yiu est contraint d'annuler leur voyage en Europe prévu de longue date, ces petits riens qui fissurent lentement mais sûrement jusqu'aux couples les plus solidement armés vont refaire surface.
Seul, un peu déprimé, Yiu retrouve finalement une once de sourire lorsqu'il remet par hasard la main sur sa voiture... mais les truands ne sont pas loin : ils décident d'embarquer Yiu dans leur équipée sauvage.

## Fiche technique
- Titre original : Ai zuozhan
- Titre français : Love Battlefield
- Réalisation : Soi Cheang
- Scénario : Szeto Kam-Yuen et Jack Ng
- Photographie : Cheung Tung-Leung
- Montage : Angie Lam
- Musique : Lincoln Lo
- Production : Joe Ma, Li Kuo-lin, Yang Buting et Li Kuo-hsing
- Pays d'origine :  Hong Kong
- Format : couleur - 35 mm - 1,85:1 - son Dolby Digital
- Genre : Action, romance
- Durée : 96 minutes
- Date de sortie : 3 juin 2004

## Distribution
- Eason Chan (V. F. : Frédéric Souterelle) : Yiu
- Niki Chow (V. F. : Jessie Lambotte) : Ching
- Carl Ng : Nic
- Wang Zhiwen : Wah
- Qin Hai-Lu : La femme de Wah
- Kenny Kwan
- Raymond Wong

Source et légende : Version française (V. F.) sur RS Doublage

## Récompense
- Prix du film du mérite lors des Hong Kong Film Critics Society Awards 2005.